# Стругацкий, Натан Залманович
Ната́н (Но́та) За́лманович Струга́цкий (14 [26] мая 1892, Дубовичи, Черниговская губерния — 7 февраля 1942, Вологда) — советский искусствовед, библиограф, иконограф. Отец писателей Аркадия и Бориса Стругацких.
Родился в обеспеченной еврейской семье, не окончил юридического образования, участвовал в революционном движении. Член большевистской партии с марта 1917 года, служил в информационных и организационных структурах советов рабочих и крестьянских депутатов, во время Гражданской войны — политкомиссар в РККА. В 1920—1930-х годах в основном был связан с учреждениями просвещения, печати и искусства, окончил аспирантуру Комакадемии; семья после 1927 года постоянно проживала в Ленинграде. В 1937—1941 годах работал в Ленинградской публичной библиотеке имени М. Е. Салтыкова-Щедрина, в том числе главным библиотекарем и начальником отдела эстампов; опубликовал ряд работ по советской графике, плакатам, иллюстрациям к литературной классике. В октябре — декабре 1941 года служил добровольцем в армии осаждённого Ленинграда, комиссован по болезни. В 1942 году должен был сопровождать эвакуируемые в Мелекесс фонды Публичной библиотеки, выехал 29 января эшелоном вместе с сыном Аркадием (жена и младший сын оставались в осаждённом городе). От голода и сердечного заболевания скончался 7 февраля в Вологде, в списках погибших был записан с грубой ошибкой в имени и фамилии. Лишь в 2000-х годах были документально установлены обстоятельства кончины Н. З. Стругацкого и место его захоронения.

## Происхождение. Ранние годы (1892—1917)
Родился 14 (26) мая 1892 года в местечке Дубовичи Глуховского уезда (ныне село Конотопского района Сумской области Украины), был старшим из четырёх сыновей в семье частного поверенного, агента страхового общества «Саламандра», сосницкого мещанина Залмана Лейбовича Стругацкого (1864 — до 1937) и Гени (Евгении) Ароновны Горелик (1875—1942). Дед, сосницкий мещанин Лейб Залманович Стругацкий, с 1876 года владел собственным домом и жил с семьёй в местечке Суходол Глуховского уезда. У Н. З. Стругацкого были младшие братья Арон (род. 1895), Исаак (род. 1900) и Александр (род. 1905). С 1906 года семья жила в местечке Ромашков Новгород-Северского уездa. В личном листке по учёту кадров 22 октября 1937 года Н. З. Стругацкий указал, что отец к тому времени умер, а мать находится на его, Натана, иждивении.
Учился в реальном училище и в гимназии в Севске, утверждая в автобиографии, что с трудом смог поступить из-за процентной нормы для евреев. В 1915 году поступил на юридический факультет Петроградского университета, на котором проучился два с половиной года, не окончив курса. По утверждению сына, в партии большевиков состоял ещё с 1916 года, однако из документов известно, что он вступил в её ряды в марте 1917 года. Весной — летом 1917 года Натан Стругацкий активно участвовал в революционно-протестной деятельности: в апреле был избит на демонстрации против Временного правительства у Мариинского дворца, а 5 июля арестовывался за участие в митинге на Знаменской площади.

## Партийно-политическая работа (1917—1928)
В феврале — ноябре 1917 года избирался в Петроградский совет рабочих и солдатских депутатов, в 1918 году заведовал отделом народного образования (ОНО) Псковского губернского революционного комитета (губревкома), служил стрелком продагитотрядов в Малмыже и Бузулуке, политкомиссаром продагитотряда в Мелитополе. Во время Гражданской войны служил в Красной армии, в 1920 году был инструктором политотдела и военследователем 2-й Конной армии и заместителем редактора армейской газеты «Красная лава» на Южном фронте. В боях под Ростовом погиб младший брат — командир кавалерийской бригады Арон Стругацкий (1895—1919). В послевоенные годы Натан Стругацкий оставался инструктором политотдела 2-го конного корпуса (1922), служил заместителем начальника политотдела, затем начальником агитпропчасти 5-й кавалерийской дивизии Северо-Кавказского военного округа (1922—1923), помощником начальника политотдела 9-й Донской стрелковой дивизии (1923—1924).
В 1924 году Натан Стругацкий женился на дочери прасола из Середины-Буды (где одно время проживала и семья Стругацких) Александре Ивановне Литвинчевой (1901—1979) против воли её и своих родителей. Она получила педагогическое образование, работала учительницей начальных классов. После переезда в северную столицу Александра Стругацкая вошла в штат школы № 6 Выборгского района, превратившись в «замечательного педагога-словесника, известного всему Ленинграду», ей посылали особо трудных учеников, которых она «вытягивала на четвёрку». После войны её учеником был Юрий Сенкевич, который в воспоминаниях называл Александру Ивановну «настоящей русской красавицей с косой», прививавшей своим подопечным любовь к литературе: «с её приходом… я стал много и увлечённо читать».
После демобилизации Натан Стругацкий оказался на партийной работе в Аджарии, став в 1925 году главным редактором ежедневной газеты «Трудовой Аджаристан» — основанного в этом году в Батуме органа Аджаристанского областного комитета КПГ(б); к концу того же года газета прекратила своё существование. В этом же городе у супругов Стругацких 28 августа родился старший сын, названный Аркадием в честь павшего в революционных боях брата. В 1926—1928 годах Натан Стругацкий — заместитель заведующего отделом печати Ленинградского областного комитета (обкома) ВКП(б), заведующий отделом печати Выборгского райкома ВКП(б). Семья жила на проспекте К. Маркса, дом № 4, коммунальная квартира номер 16. Александра Ивановна даже добилась разрешения отделиться, и Стругацкие несколько лет до войны располагали отдельной двухкомнатной квартирой. Именно здесь 15 апреля 1933 года, через семь лет, семь месяцев и восемнадцать дней после Аркадия родился младший сын Стругацких, названный Борисом. По воспоминаниям родных, Натан Залманович Стругацкий был непрактичен, беспомощен в быту, мало зарабатывал; супруга утверждала, что он хотел стать писателем. Его работа в цензуре и учреждениях культуры компенсировалась «книжным пайком» («любая выходившая тогда в Питере худлитература — бесплатно»), из которого составилась большая домашняя библиотека, занимавшая два шкафа:

О, какие это были замечательные книги! Дюма, Сервантес, Верхарн, Андре Жид, Мериме, Пьер Мак-Орлан… Издательства: «Academia», «Круг», «Всемирная библиотека».

## Музейная и библиотечная работа (1928—1942)

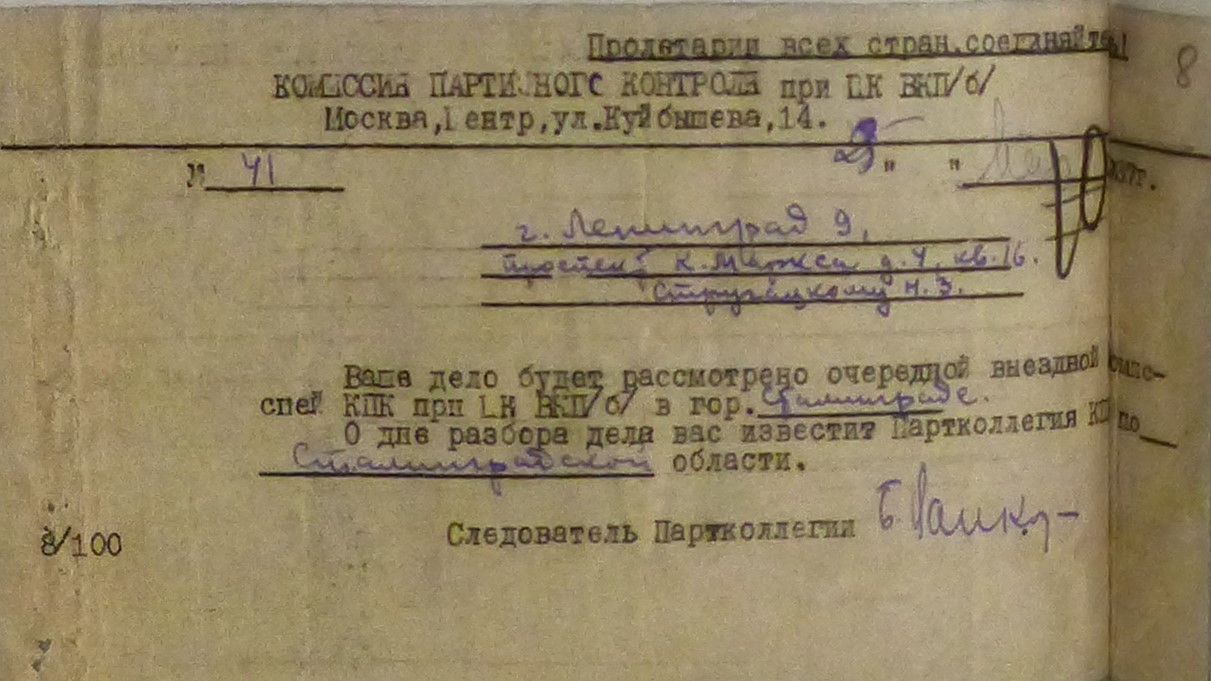
Извещение Комиссии партийного контроля при ЦК ВКП(б) о рассмотрении дела Натана Стругацкого, 25 марта 1937 года

### Аспирантура. Партийный призыв и исключение из рядов ВКП(б)
В 1928—1930 годах — заведующий методической частью музейно-экскурсионного сектора отдела народного образования (ОНО). В 1930 году поступил в аспирантуру Института истории искусств при Коммунистической академии. Упоминался в дневнике П. Н. Филонова в крайне негативном контексте: на проходившей 5—6 июня 1931 года конференции секретарь Бюро политпросветработы Н. З. Стругацкий, наряду с В. Бейером и М. Бродским, весьма резко критиковали его искусство. «Действовали они обычно: подлость, ложь, извращение фактов, клевета определённо изо-черносотенная, изо-холуйская. <…> Очевидно, у них есть где-то сильная поддержка по партийной линии… Я был объявлен вредителем, злостным кулаком, а себя они аттестовали как друзей пролетариата, „больше пролетариев, чем сами пролетарии“. В этом смысле была принята резолюция». Друживший с Н. З. Стругацким А. Самохвалов в воспоминаниях отмечал, что, когда работал над картиной «Девушка в футболке» в 1932 году (Стругацкий в это время писал небольшую монографию о художнике), искусствовед отнёсся к образу «с осторожностью и даже предубеждённостью». Н. Стругацкий полагал, что «образ времени раскрывается преимущественно в труде и преодолении трудностей, стоящих на пути к достижениям, что не́когда быть столь красивой», с чем Самохвалов категорически не соглашался. Натан Стругацкий был членом Союза советских художников по секции графики. В автобиографии 1937 года указано, что он работал над кандидатской диссертацией. Судя по переписке с А. Самохваловым, Н. Стругацкий воспринимал искусство как арену классовой борьбы и битвы за будущее, многократно изрекая инвективы по адресу «дрянненьких соглашателей», «прохвостов, могильщиков советского искусства». Союз советских художников он однажды прямо назвал «Ноевым ковчегом», поэтому «сколь-нибудь принципиальной и последовательной» политической линии от этой организации не ожидал. В письме Самохвалову от 12 марта 1933 года фактически содержался программный манифест: по мнению Стругацкого, Союз художников должен возглавляться группой — «носительницей наиболее прогрессивных идейно-творческих тенденций». Начальство не должно являться «руководящей оглоблей», так как управление творческими процессами — это всегда «линия… тот самый тон, который делает всю творческую музыку». Соответственно, советский руководитель должен сочетать «кругозор, грамотность, принципиальность», чтобы «задавать тон».

Семейная сцена 1932 года: Александра Стругацкая (вторая слева) с подругой и детьми на диване; Натан Залманович с книгой в кресле

В октябре 1932 года поступил на работу в Государственный Русский музей, сначала секретарём, а с 18 января 1933 года — научным сотрудником. В том же году был мобилизован ЦК ВКП(б) на политработу — начальником политотдела зерновых совхозов «Зеленовский» в Сталинградской области и «Гигант» (Прокопьевск). Борис Стругацкий неоднократно повторял семейную легенду, что его отца «бросили на хлеб» в ночь его рождения — то есть 15 апреля 1933 года, однако в письме А. Самохвалову от 12 марта 1933 года упоминается, что Натан Залманович к тому времени уже находился в Сталинграде и во вверенном ему хозяйстве вёлся ремонт прицепной техники, тракторов и автомашин, предполагалось начать посевную в апреле. Недатированное послание рапортует, что комиссар Стругацкий «вырвал пятьдесят процентов плана» и что «всё моё время, внимание, помыслы и беспорядочные сны заняты тракторным парком, нормами высева, ремонтом комбайнов, паровой кампанией и прочими прозаическими вещами». В письме от 28 марта перечисляются «театры, красная олимпиада, филармония, оперная студия…». Снег к этому времени ещё не сошёл, пейзажи Н. З. Стругацкий сравнивал с «белым безмолвием», а требовалось обеспечить сверхранний рассыпной сев сразу же после таяния снега, и далее рядовой сев на 70 000 гектарах силами 2000 людей и 200 тракторов. Письмо от 7 мая послано уже из Прокопьевска, где Натан Залманович снял с должности директора местного совхоза: «вы же понимаете, партийная репутация». В октябре Стругацкий всё ещё пребывал в Прокопьевске; летом, судя по косвенным упоминаниям, его навещала Александра Ивановна с детьми, обратно в Ленинград они уехали 9 октября. В декабре Натан Залманович побывал на совещании по совхозному строительству в Новосибирске; семья вновь его навещала: «Без семейства зверски тяжело, но и семейству моему здесь нелегко». Письмо от 2 мая 1934 года вновь отправлено из «Зеленовского».
В 1936—1937 годах работал начальником краевого управления искусств в Сталинграде. В переписке с А. Самохваловым (письмо без даты) Н. Стругацкий сообщал, что в его ведении десять театров (включая татарский драматический и три колхозных), филармония и мюзик-холл. «Отвожу душу только на том, что нянчусь с Союзом художников и читаю курс истории искусства в художественном техникуме». В апреле 1937 года был исключён из партии и уволен с занимаемой должности за «притупление политической бдительности». Борис Стругацкий прокомментировал это следующим образом: его отец был «ортодоксальным коммунистом, никогда не колебался, никогда не участвовал ни в каких оппозициях, верил партии безгранично и выполнял её приказы, как солдат. Но каким-то образом ухитрился при этом сохранить широкий образ мыслей, когда речь шла о литературе, живописи, о культуре вообще. Уже позже, в Сталинграде <…>, он постоянно сцеплялся со своими коллегами. То он заявлял, что советским живописцам надобно учиться мастерству у Андрея Рублёва, то объявлял, что Николай Островский — щенок по сравнению с Львом Толстым, а Дунаевский — в сравнении с Чайковским и Римским-Корсаковым. Мама считала, что сгубили его эти вот полемические эскапады, а я думаю, что главную роль сыграло то, что он запретил выдачу жёнам городских начальников бесплатных контрамарок в театры и на концерты». Положение Н. З. Стругацкого осложнялось тем, что его младший брат — инженер, директор Херсонского завода ветряных двигателей Александр Захарович Стругацкий (1905—1938) — в этом же году был арестован по сталинским спискам (расстрелян 17 января 1938 года). По воспоминаниям Бориса Стругацкого, жизнь отца спасло только то, что он сразу же отправился в Москву искать справедливости.

### Ленинградская публичная библиотека. Творческая деятельность
17 октября 1937 года Н. З. Стругацкий был принят на работу в Ленинградскую публичную библиотеку имени М. Е. Салтыкова-Щедрина главным библиотекарем отдела эстампов (с 25 марта 1938 года — заведующий отделом) с зарплатой 450 рублей. С конца 1920-х годов Н. З. Стругацкий публиковал литературные и художественные рецензии, с начала 1930-х годов — искусствоведческие и библиографические труды, вступительные статьи к каталогам выставок, исследование иллюстраций (иконографии) к произведениям М. Е. Салтыкова-Щедрина. Вместе с Б. С. Бутник-Сиверским составил каталог советского плаката за период Гражданской войны, который был издан сигнальным седьмым томом «Трудов ГПБ».
В личном деле Н. З. Стругацкого подшито множество документов за 1937—1938 годы, отражающих его личную борьбу за восстановление в партийных рядах. 25 ноября 1937 года датировано собственноручное заявление о выезде в Сталинград для участия в апелляции, проводимой выездной комиссией КПК при ЦК ВКП(б) Сталинградской области. Для прохождения процедуры ему была выдана справка с места работы, что Натан Залманович «к своим обязанностям относится добросовестно и аккуратно» и что «по общественной линии» ему поручено ведение занятий в двух кружках по изучению Конституции и Положения о выборах в Верховный Совет. Апелляция прошла неудачно, но в 1938 году Стругацкий ещё несколько раз ездил в Сталинград, а затем и в Москву. В производственных характеристиках неизменно подчёркивалось, что Натан Залманович — «способный и инициативный работник», что он «положил начало научному описанию богатейших фондов отделения», что ему принадлежит «инициатива в деле организации на материалах отделения выездных выставок в домах культуры». Однако сразу восстановиться в рядах ВКП(б) ему так и не удалось, даже несмотря на то, что инициаторы его исключения сами были осуждены как «враги народа».
Специализированных исследований деятельности Н. З. Стругацкого как искусствоведа почти не существует. В очерке И. М. Бляновой отмечается «счастливое сочетание» многообразия его интересов, глубины эрудиции и проникновения в проблемы прошлого и настоящего. Исследования Натана Стругацкого находились на стыке искусствоведения и литературоведения, что отчасти объяснялось спецификой места его работы в Публичной библиотеке. Заняв место в отделе эстампа, который в 1937 году находился в запущенном состоянии, Стругацкий должен был решать вопросы разбора и описания коллекций, включавших не только печатные репродукции, но и графические оригиналы плакатов и иллюстраций. Также отдел занимался составлением обзоров изобразительной продукции и собственно иконографическими исследованиями. В 1939 году вышел указатель Стругацкого, посвящённый иконографии М. Е. Салтыкова-Щедрина: как его портретам, так и иллюстрациям к произведениям. Занимался Стругацкий и вопросами иконографии М. Горького; в архиве РНБ сохранилась неопубликованная рукопись «Горький в изобразительном искусстве», где перечислены портреты писателя, впоследствии исчезнувшие из поля зрения исследователей. Много усилий Стругацкий потратил на выявление рисунков в фонде, что было обобщено в статье 1938 года в журнале «Красный библиотекарь». При участии Стругацкого вышли коллективные каталоги иконографии первой русской революции 1905—1907 годов и плакатов гражданской войны (последний вышел как сигнальный экземпляр). Н. З. Стругацкий работал и в сфере чистого искусствоведения, в годы аспирантуры занимаясь живописью А. Н. Самохвалова, с которым был лично знаком и которому посвятил монографию (1933). Именно Стругацкий заявил об Александре Самохвалове как живописце-мастере, которому присущи оригинальность и большое дарование. Сохранившиеся в семейном архиве письма Натана Стругацкого к А. Н. Самохвалову были опубликованы в 1996 году.

Личное дело Натана Стругацкого в Публичной библиотеке (1937—1941)
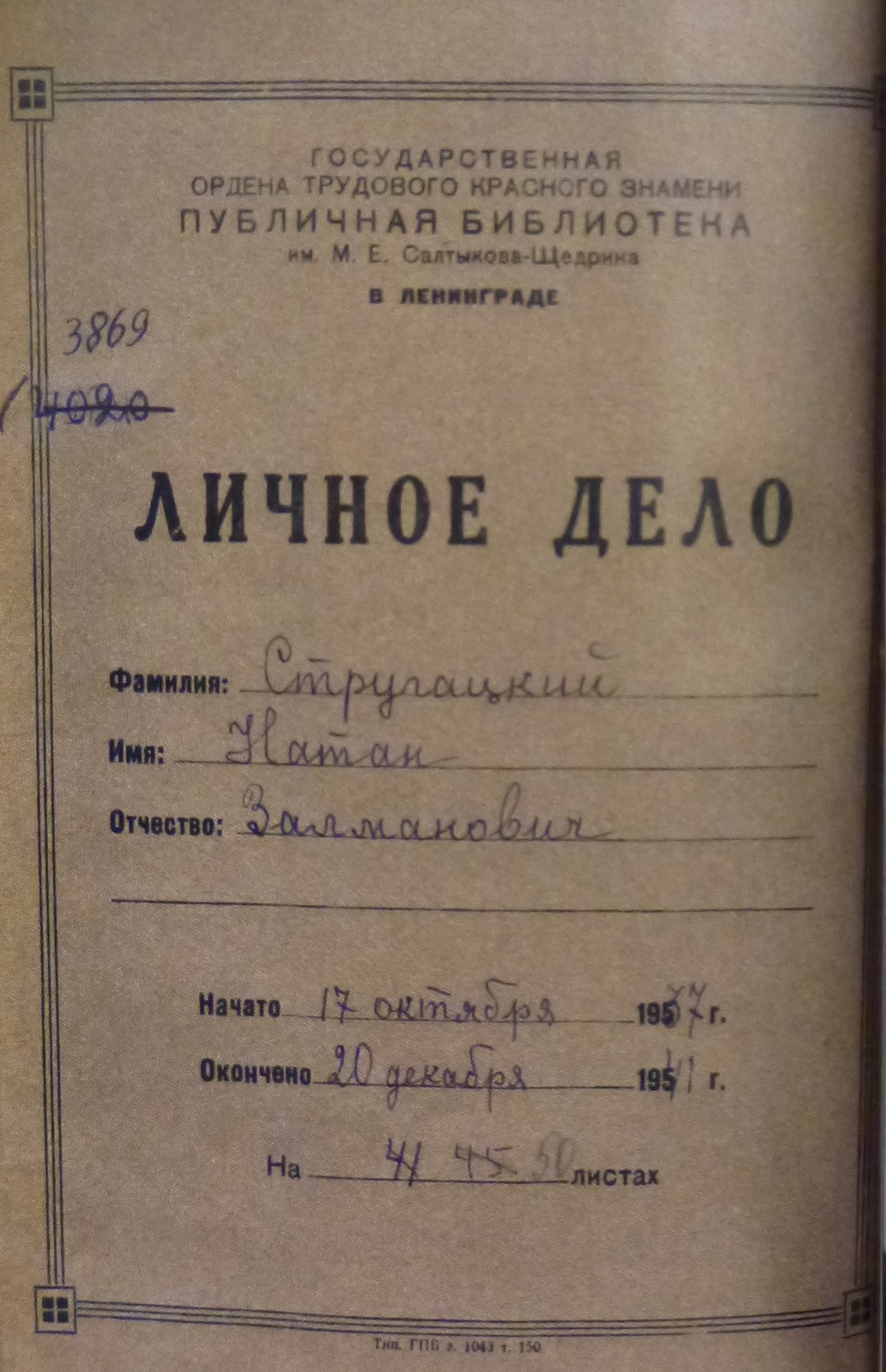
Обложка дела Стругацкого
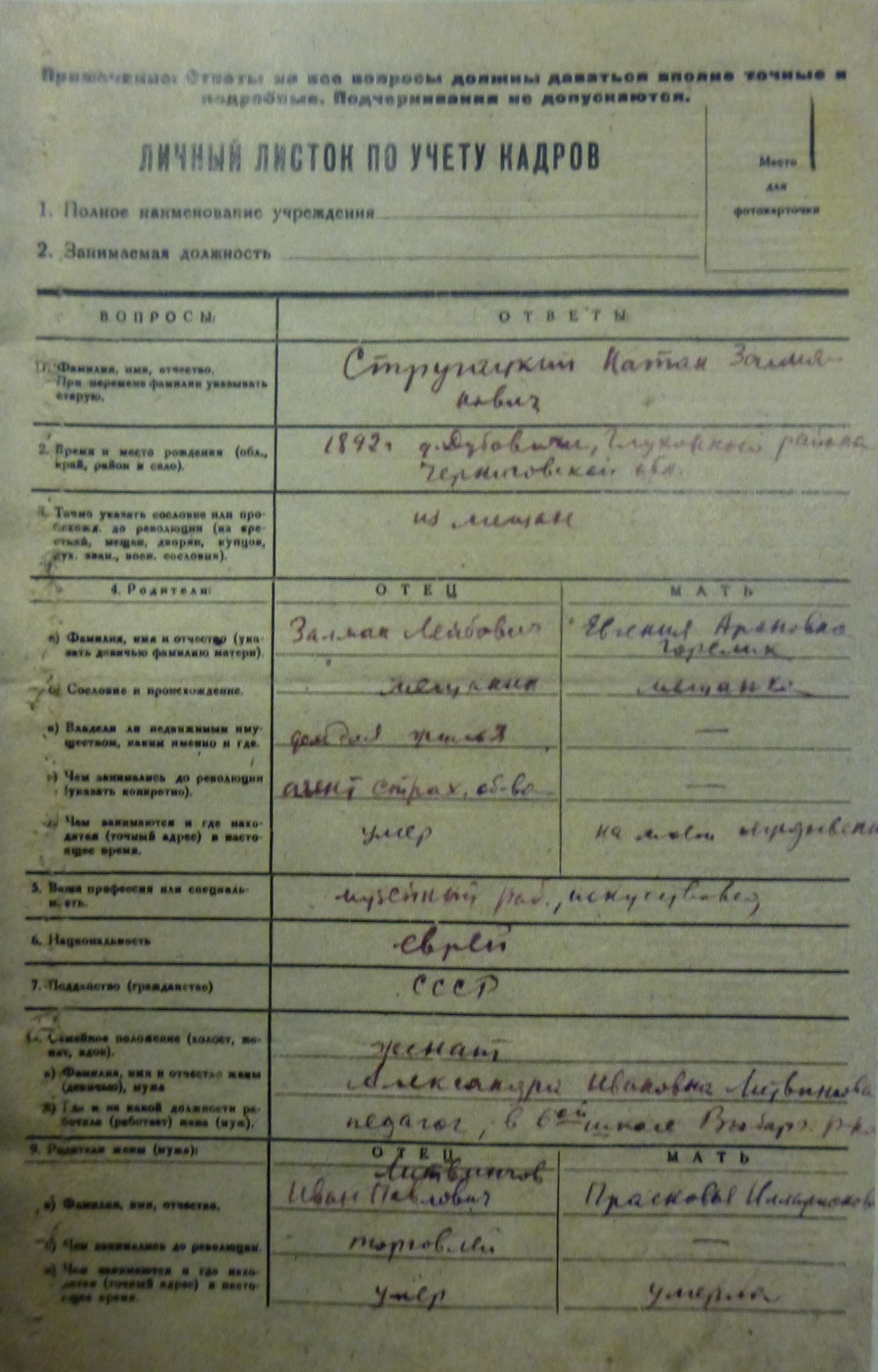
Первая страница личного листка по учёту кадров
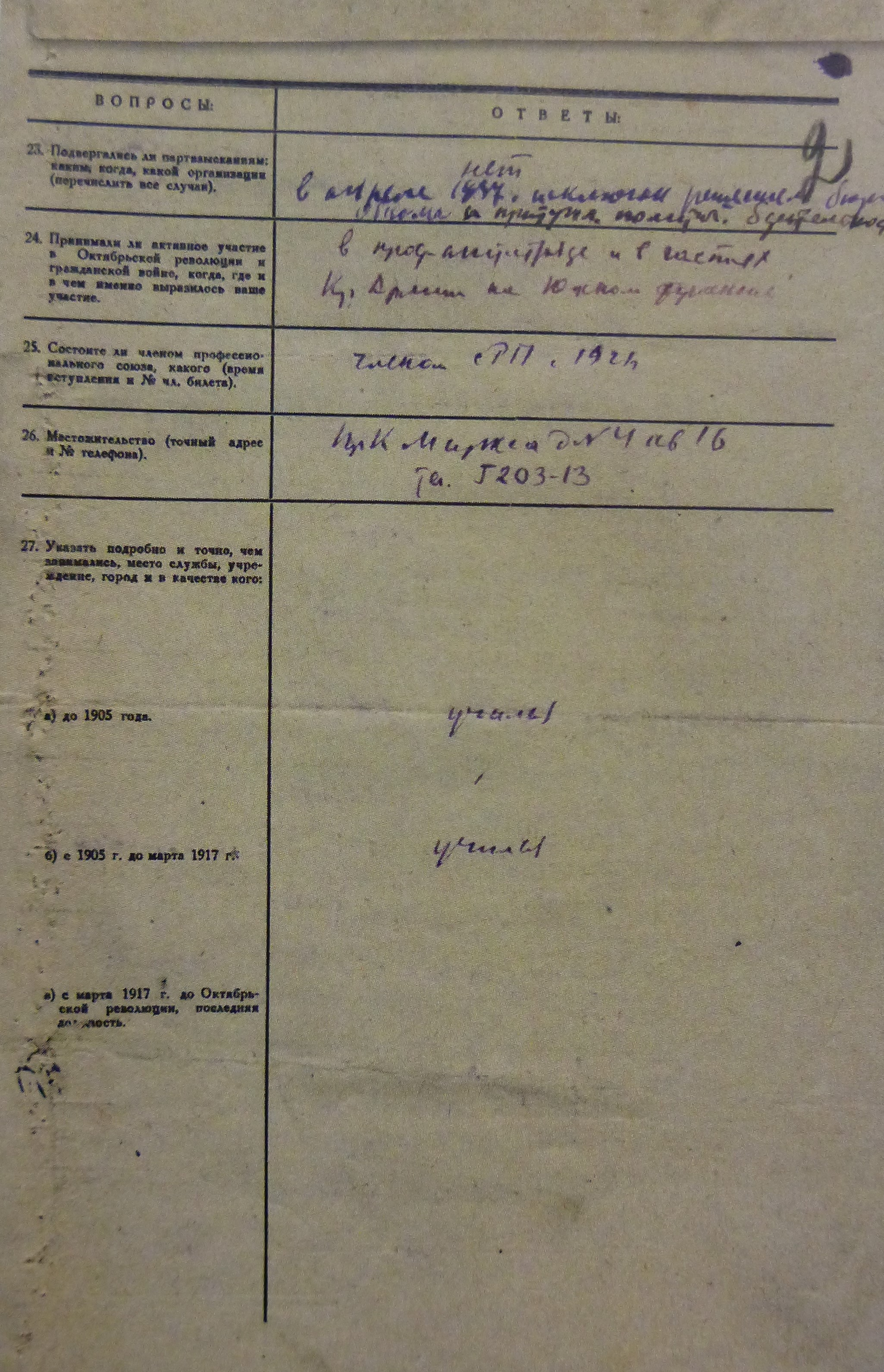
Вторая страница личного листка по учёту кадров
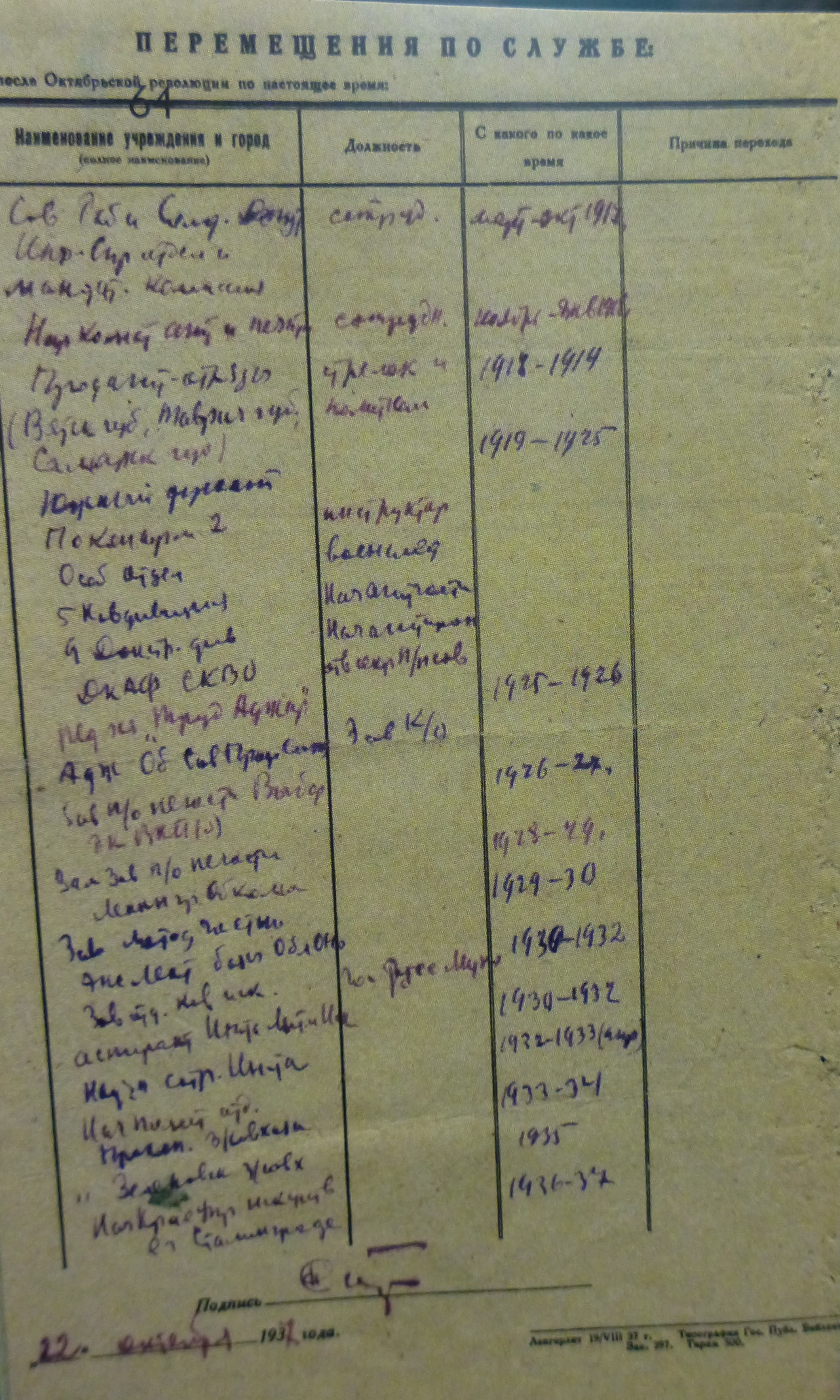
Третья страница личного листка по учёту кадров

Первая половина 1941 года прошла для семьи Стругацких в обычном порядке. В сохранившихся дневниковых записях от 8 и 9 марта 1941 года упоминаются посещения концертов с участием Д. Ойстраха и Л. Оборина, которых Стругацкий характеризовал как «мастеров европейского класса». Особое впечатление произвело исполнение Четвёртого концерта Д. Шостаковича и фортепианного квинтета («Некоторые места в квинтете, особенно скерцо, несут на себе печать несомненной гениальности. Шостакович… ещё удивит свет»). Весной (27 апреля — 10 мая) Н. З. Стругацкий командирован в московскую дирекцию художественных выставок и панорам Всесоюзного Комитета по делам искусств при Совнаркоме; и практически сразу же (17 мая — 1 июня) вновь отправлен в Комитет для «организации выставки советского плаката». Начало Великой Отечественной войны Натан Стругацкий обозначил в дневнике как «самый трагический день в истории страны и, следовательно, в жизни нашей семьи».
19 сентября 1941 года Натан Залманович Стругацкий подал заявление о зачислении в армию добровольцем. Вместе с сыном Аркадием он попал в народное ополчение, копал противотанковые рвы под Кингисеппом и на Московском шоссе (Александра Стругацкая со своей школой была мобилизована в Гатчину). Далее он состоял в рабочем отряде на казарменном положении по месту работы. Сохранилось письмо 25 октября за подписями командира батальона и батальонного комиссара о «полном расчёте по месту работы» в связи с принятием на военную службу — в 212-й истребительный батальон НКГБ Куйбышевского района; из Публичной библиотеки Н. Стругацкий был официально уволен 27 октября. Принимал участие в боевых действиях на Пулковских высотах: Аркадий Стругацкий в 1950 году вспоминал в переписке с младшим братом, что «разрушение обсерватории видел наш батя. Он конвоировал боеприпасы на фронт и был свидетелем бомбардировки Пулкова (в частности, и обсерватории) дальнобойными пушками немцев. Помню, он рассказывал это на кухне, отогревая ноги в тазу с горячей водой, — заросший, грязный». 27 октября 1941 Н. Стругацкий вновь принят кандидатом в члены ВКП(б) как лучший командир истребительного отряда, что фактически означало восстановление в партии. По состоянию здоровья (дистрофия и сердечная недостаточность) Натан Залманович Стругацкий был комиссован и в связи с увольнением из воинской части 20 декабря 1941 года восстановлен на должности в Публичной библиотеке.

## Кончина. Память

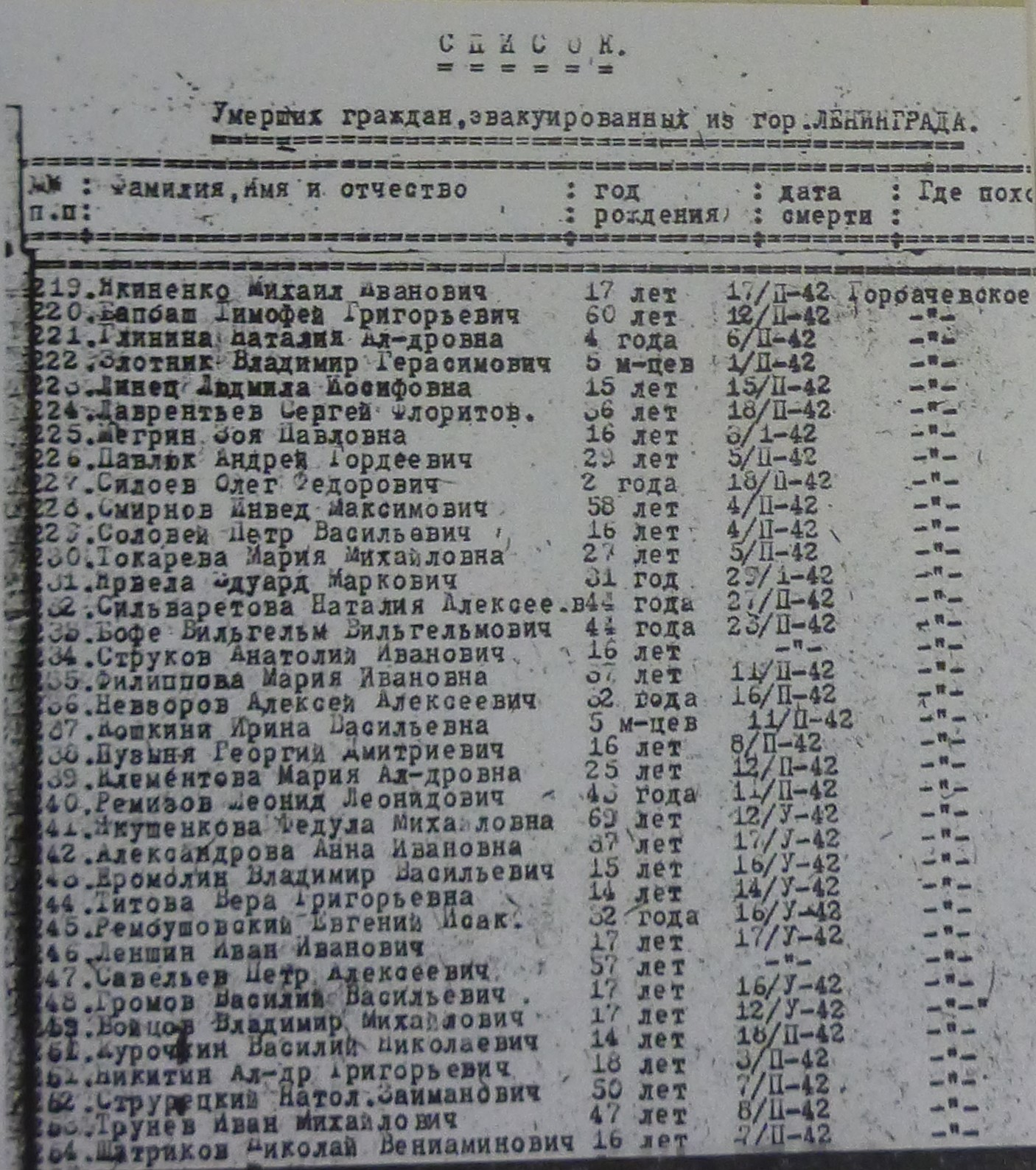
Натан Стругацкий (указан как «Натол Струрецкий») в списке умерших граждан, эвакуированных из Ленинграда, которые похоронены на Горбачёвском кладбище

### Эвакуация (1942)
Дневник Н. З. Стругацкого декабря 1941 — января 1942 года фиксирует подробности выживания в осаждённом Ленинграде. По воспоминаниям Бориса Стругацкого, жизнь семье спасла тогда привычка Александры Ивановны запасать дрова не осенью, а весной, что позволило отапливать кухню и комнату Аркадия. В записи от 22 декабря указывается на «муки голода: 145 гр. хлеба, без жиров, без круп»; от дистрофии и авитаминоза опухали руки и лица. Мясную пищу обеспечивали кошки, которых Натан Залманович Стругацкий поймал семь штук. В дневнике перечисляются фамилии умерших друзей и сослуживцев по библиотеке (трое в декабре, пятеро в январе). 25 и 27 декабря 1941 года паёк был несколько увеличен, однако даже по голодным нормам так и не были выданы масло и крупа (вместо которой 2 января 1942 года оказались отруби). Александра Ивановна брала продуктами гонорар за дополнительные уроки, кроме того, 1 января Стругацкие сдали ванную (с дровяной колонкой, время от времени функционировал и водопровод) продавщицам булочной за «хлеб и конфетки». Продукты также удавалось выменивать за вещи на рынке. 3 января умерла мать Н. З. Стругацкого, болезнь которой причиняла много хлопот домашним; сын откровенно записал в дневнике, что «убрали труп в холодную комнату, вздохнули с облегчением»; тело, зашитое в саван, Натан Залманович с Аркадием отнесли в сарай на Саратовской улице только 15 января. 18 января представилась возможность отправить семью в Мелекесс с последней партией эвакуируемых сотрудников и фондов Публичной библиотеки.
Александра Стругацкая, продолжив дневник мужа, зафиксировала, что попытка отъезда всей семьёй была предпринята 25 января 1942 года. Однако из-за аварии водопровода не было возможности заправить водой паровоз, а 16-летний Аркадий отморозил ногу (промочив утром валенок у проруби). Выданный по норме до 1 февраля хлеб закончился 27 января, зафиксированы и рыночные цены: за новые валенки просят 500 граммов хлеба, за золотые часы — килограмм («вещей полон рынок, а продуктов нет»). Александра Ивановна носила домой положенный ей в райсовете обед: «…суп и кашу, кипячу, долив водой, разливаю на четыре тарелки. Следят, кому больше, кому меньше, подозрения, споры, упрёки, что я Аркашу больше люблю, что Борис мал, ему надо меньше, а он собирает крошечки. Сердце обливается кровью». На семейном совете было решено разделиться: Борис и Александра могли не перенести эвакуации, вдобавок матери приходилось каждый день ходить на работу за пять километров (городской транспорт встал). Отъезд Н. З. Стругацкого и Аркадия состоялся 29 января; как рассказал матери 8-летний Борис, Аркадий тащил отца на себе. Далее о судьбе мужа и старшего сына ей ничего не было известно до получения телеграммы 17 мая: «Стругацкий Мелекесс не прибыл».
2 июля 1942 года из села Ташла Чкаловской области пришло письмо Аркадия, дополненное ещё одним 11 июля. Здесь не содержалось подробностей, помимо факта кончины отца. Всё открылось только 1 августа, когда Александре Ивановне передали письмо от 27 июля, адресованное школьному другу Аркадия Стругацкого Игорю Ашмарину. Эвакуированных везли до Борисовой Гривы полторы суток в дачных неотапливаемых вагонах при двадцатипятиградусном морозе. При перевозке людей в грузовике по льду Ладожского озера машина попала в полынью, однако не утонула, но люди прибыли в Жихарево обледенелыми. «…Начальник эвакопункта совершал огромное преступление — выдавал каждому эвакуированному по буханке хлеба и по котелку каши. Все накинулись на еду, и, когда в тот же день отправлялся эшелон на Вологду, никто не смог подняться. Началась дизентерия». Натан Залманович уже едва мог передвигаться. В теплушке на Вологду помещалось около тридцати человек, из которых за восемь дней переезда осталось одиннадцать: в вагоне имелась печка без дров, а еду выдавали раз в три-четыре дня. Аркадий Стругацкий путался с датой, когда их доставили в Вологду: четыре часа утра 7 или 8 февраля 1942 года. Отца и сына ссадили с поезда, чтобы доставить в госпиталь. «Тут отец упал и сказал, что дальше не сделает ни шагу. Я умолял, плакал — напрасно. Тогда я озверел. Я выругал его последними матерными словами и пригрозил, что тут же задушу его. Это подействовало. Он поднялся, и, поддерживая друг друга, мы добрались до вокзала. <…> Больше я ничего не помню. <…> На другой день мне сообщили о смерти отца. Весть эту я принял глубоко равнодушно и только через неделю впервые заплакал, кусая подушку».
Александра Стругацкая от руки скопировала это письмо в дневник, снабдив следующим посвящением:

Так вот как погиб мой милый друг! Прости, прости, родной, я виновна в твоей смерти, никогда этого не забуду, светлую память о тебе сохраню до последних дней моих, в этом клянусь тебе.

### Архивные разыскания. Памятник
До начала 2000-х годов судьба Н. З. Стругацкого была известна со слов его сына Аркадия. В справочнике «Сотрудники Российской национальной библиотеки — деятели науки и культуры», изданном в 2003 году, без деталей упоминается о кончине Н. З. Стругацкого в дороге. В издании «Страницы памяти» (2010), посвящённом представителям художественной культуры Ленинграда, утверждается, что «Н. З. Стругацкий погиб в пути при невыясненных обстоятельствах». При этом ещё в 1990—1991 годах в Вологде были опубликованы перечни, содержащие данные умерших эвакуированных из Ленинграда по пяти эвакогоспиталям (из Государственного архива Вологодской области). Под № 3970 там значился и Н. З. Стругацкий, имя которого было передано как «Натол», с указанием даты кончины (7 февраля 1942 года), адреса проживания в Ленинграде и должности. В 2008—2018 годах поисками места захоронения Н. З. Стругацкого занимался журналист А. Сизов (информационное агентство «СеверИнформ»). В 2008 году А. Сизову в Государственном архиве Вологодской области удалось отыскать список ленинградцев, похороненных на Горбачёвском кладбище в парке Мира, включающий 1858 имён. Под № 1262 в списке (перепечатанном на машинке в 1960-х годах) значился «Струрецкий Натол. Заиманович»: искажения возникли при работе с рукописным оригиналом. Датой кончины также значилось 7 февраля. Удалось найти и заброшенные и заболоченные участки захоронений блокадников близ центральной аллеи кладбища; более точно установить место захоронения Н. З. Стругацкого за давностью лет уже невозможно. Десятилетие потребовалось для создания проекта надгробного памятника погибшим блокадникам; разнообразные запросы и согласования шли бо́льшую часть 2018 года. Памятник был доставлен в Вологду из Петербурга 11 декабря 2018 года и установлен близ Лазаревского храма 22 января 2019 года.
Личное дело Н. З. Стругацкого, относящееся к последнему периоду его работы в Публичной библиотеке, было обнаружено историком А. Я. Разумовым в архиве РНБ в 2019 году и опубликовано Б. Л. Вишневским.

### Историография
Роль отца в формировании будущих писателей подчёркивается в любой из их биографий. В «Краткой еврейской энциклопедии» (как и в статье американского слависта М. Гринберга) утверждается, что Стругацкие считали себя русскими писателями, однако в силу еврейского происхождения отца во многих произведениях заметны следы национальной рефлексии, а также размышлений о сущности еврейства и его роли в мировой истории. Впрочем, советский и израильский литературовед Марк Амусин, который наиболее последовательно исследовал тему еврейства в творчестве Стругацких, отмечал, что в их произведениях множество персонажей с еврейскими фамилиями и соответствующими особенностями языка и мышления, что, несомненно, являлось и данью памяти отцу. Много черт еврейского менталитета и духовности можно найти в образе Переца из «Улитки на склоне»: герой взыскует справедливости, истины и смысла, являясь при этом социальным аутсайдером, вынужденным жить по законам бредово-гротескной реальности. Как многие эмансипированные евреи, Перец порой тяготится своей свободой-неприкаянностью, жаждет приобщения к коллективу или объединяющей идеологии.
Автор жизнеописания Стругацких Ант Скаландис так резюмировал биографию Натана Залмановича:

Неприкосновенный запас нашей культуры — юрист, искусствовед и красный комиссар Стругацкий — в условиях военного времени был, конечно, использован не с максимальной эффективностью, но вполне обоснованно и, главное, вовремя. Он успел дать миру, вырастить, поставить на ноги двух сыновей, прославивших его фамилию на весь мир.

## Публикации
- Рец.: [А. Фролов. Путанная жизнь] // Литературно-художественный сборник «Красной панорамы». — 1929. — № 6. — С. 52—53.
- Огонь по халтуре // Залп. — 1932. — № 5—6. — Критика серии открыток, посвящённых Красной Армии.
- Александр Самохвалов // Искусство. — 1933. — № 5.
- Александр Самохвалов. — Л.—М. : Огиз-Изогиз, 1933. — 78 с. — (Мастера современной живописи).
- М. И. Глинка в рисунках И. Е. Репина // Искусство и жизнь. — 1938. — № 9. — С. 43.
- Что читать о советском плакате // Выставка политического плаката и массовой картины «У нас и у них»: Путеводитель по выставке со вступительной статьёй и указателем литературы. — Л. : Тип. Гос. публ. б-ки им. Салтыкова-Щедрина, 1938. — С. 17. — 17 с.
- Выставка «20 лет РККА и Военно-морского флота в политическом плакате и массовой картине»: Путеводитель по выставке со вступительной статьёй. — Л.: Государственная публичная библиотека, 1938. — 14 с.
- Фонды эстампов, их обработка и использование // Красный библиотекарь. — 1938. — № 12.
- Указатель портретов М. Е. Салтыкова-Щедрина и иллюстраций к его произведениям / Под редакцией О. Э. Вольценбурга. Л.: Государственная публичная библиотека, 1939. — 72 с.
- Сталин и о Сталине: Указатель литературы (в соавторстве с Е. Н. Жилиной, Б. В. Саитовым, Л. С. Франкфурт) / Государственная публичная библиотека имени М. Е. Салтыкова-Щедрина. — Л.: Ленпартиздат, 1940.
- Советский плакат эпохи гражданской войны: Каталог. Выпуск 1: Фронтовой плакат (в соавторстве с Б. С. Бутник-Сиверским) / Под редакцией О. Э. Вольценбурга; Труды ГПБ. — Л., 1941.
- Самохвалов А.  Н. Письма Натана Стругацкого А. Н. Самохвалову // В годы беспокойного солнца: Проза. Статьи. О художнике: Критика, воспоминания, письма / Сост. М. Клещар-Самохвалова. — СПб. : Всемирное слово, 1996. — С. 228—238. — 287 с. — ISBN 5-86442-020-4.

### Комментарии
1. ↑  В переписи населения 1906 года имя матери указано как Геня (30 лет); возраст отца — 41 год (JewishGen.org).
2. ↑  В ревизских сказках за 1878 год указывается, что Лейб Залманович Стругацкий, 40 лет, торговец, с 1876 года владел домом на земле Приходько, где жил с женой Софьей Ароновной Стругацкой, 38 лет, сыновьями Нотой (16 лет), Залманом (14 лет), Янкелем (9 лет), Нохимом (7 лет), Шмулем (3 лет) и годовалой дочерью Хайкой (JewishGen.org).
3. ↑  Состав семьи согласно переписи населения 1906 года (JewishGen.org): Залман Лейбович Стругацкий (41 года, глава семьи), жена Геня (30 лет), сыновья Нота (13 лет), Арон (10 лет), Исаак (5 лет). Александр Захарович Стругацкий родился в 1905 году в Середине-Буде[9].
4. ↑  27 мая 1918 года ЦК направил работника Севского совета А. Стругацкого в Вятский комитет РКП(б)[18].
5. ↑  
Полный список партийно-политических должностей Н. З. Стругацкого выглядит следующим образом[22]:

Март 1917 — сотрудник информационно-справочного бюро Совета рабочих и солдатских депутатов — Петроград.

1917 — сотрудник мандатной комиссии Совета рабочих и солдатских депутатов — Петроград.

Конец 1917 — начало 1918 — управляющий делами Комиссариата агитации и печати — Петроград.

1918 — комиссар народного образования Псковского ревкома — станция Торошино.

1918 — стрелок продагитотряда — Малмыж Вятской [губернии].

1919 — стрелок продагитотряда — Бузулук Самарской [губернии].

1919 — политкомиссар продагитотряда — Мелитополь Таврической [губернии].

1920 — заместитель редактора газеты «Красная лава» — Врангелевский фронт.

1920 — военследователь Особого Отряда 2-й Конной армии — Врангелевский фронт.

1920 — инструктор политотдела 2-й Конной армии — Врангелевский фронт.

1921 — инструктор политотдела 2-го конного корпуса — Кубань.

1922—1923 — начальник Агитпропчасти 5-й Кавдивизии — г. Моздок и Ставрополь.

1923—1924 — помощник начальника политотдела 9-й Донской стрелковой дивизии — г. Нахичевань.

1925 — ответственный секретарь партячейки совета Дома Красной Армии Северо-Кавказского военного округа — г. Ростов-на-Дону.

1925 — редактор газеты «Трудовой Аджаристан» — Батуми.

1926—1927 — заведующий подотделом печати Выборгского райкома ВКП(б) — Ленинград.

1927—1928 — заместитель заведующего отдела печати Выборгского райкома ВКП(б) — Ленинград.

1928—1930 — слушатель Высших государственных курсов искусствоведения [при Ленинградском институте истории искусств] — Ленинград.

1930—1932 — аспирант (ИКП) при ЛИЯ ЛОКА [секции литературы, искусства и языкознания Ленинградского отделения Коммунистической Академии при Институте красной профессуры] — г. Ленинград.

1932 — научный сотрудник Ленинградского института литературы и искусства — г. Ленинград.

1933—1934 — начальник политотдела Прокопьевского зерносовхоза — г. Прокопьевск, Западная Сибирь.

1935 — начальник политотдела Зеленовского зерносовхоза — Фроловский район.

1936 — начальник Краевого управления искусств при КИКе [Краевом исполкоме] — г. Сталинград.
6. ↑  Борис Стругацкий сообщал: «Дед наш, Иван Павлович, мужик крутой и твердокаменных убеждений, проклял свою любимицу, младшенькую Сашеньку, самым страшным проклятием. <…> В 1925-м… в Батуме родился Аркадий. Мать написала отцу своему покаянное письмо, дед велел приехать, встретил сурово, но, увидев внучонка, растаял и снял родительское проклятие»[24]. В личном листке по учёту кадров Н. З. Стругацкий указывал фамилию жены и её родителей в форме «Литвинчова»[11].
7. ↑  В 1939 году А. И. Стругацкая окончила вечерние курсы при Педагогическом институте имени Герцена и получила официальное звание учителя средней школы с правом преподавать русский язык и литературу в младших и средних классах[25]. Также имеются сведения, что ранее она окончила педтехникум[26].
8. ↑  По словам Бориса Стругацкого, Аркадий в молодости очень походил внешне на дядю Арона[23].
9. ↑  В письме А. Самохвалову от 22 января 1934 года Н. Стругацкий сетовал, что издание монографии изобиловало опечатками; не хватало и репродукций новейших работ художника[64].
10. ↑  В позднейших воспоминаниях Александры Стругацкой содержится следующий эпизод: «Аркадий, как одержимый, читал поваренную книгу, составлял меню, скрежетал зубами… Отец запрещал ему это, потом однажды больно ударил и вырвал из рук его книгу… (Я заплакала.) Отец боялся, что он может сойти с ума…»[71] В собственном дневнике Аркадия 25 декабря 1941 года отмечены планы на изучение математики и теоретической астрономии, и к ним добавлено «нелегальное… дело: „Кулинария“. Ему я буду ежедневно уделять часок времени». Ещё функционировала школа, в дневнике упоминается, что в тот день прошло три урока; фиксируются и смерти одноклассников от голода и болезней[72]. Натан Стругацкий зафиксировал в дневнике 2 января 1942 года: «Арк тащил из шкапа припрятанные для Бори печенье, сухарь и конфетку — гадость, презрение! Стыдится и испуган»[73]. Борис Стругацкий утверждал, что кошек было тринадцать: «отец с Аркадием их ловили, отец убивал их в ванной и разделывал»[74].
11. ↑  В первом из дошедших в Ленинград писем Аркадия Стругацкого говорилось также: «В день отправки отец заболел. Приехали в Вологду мы 7/II. Отец к этому времени был уже в ужасном состоянии, да и я не лучше»[81].